# Gamma Muscae

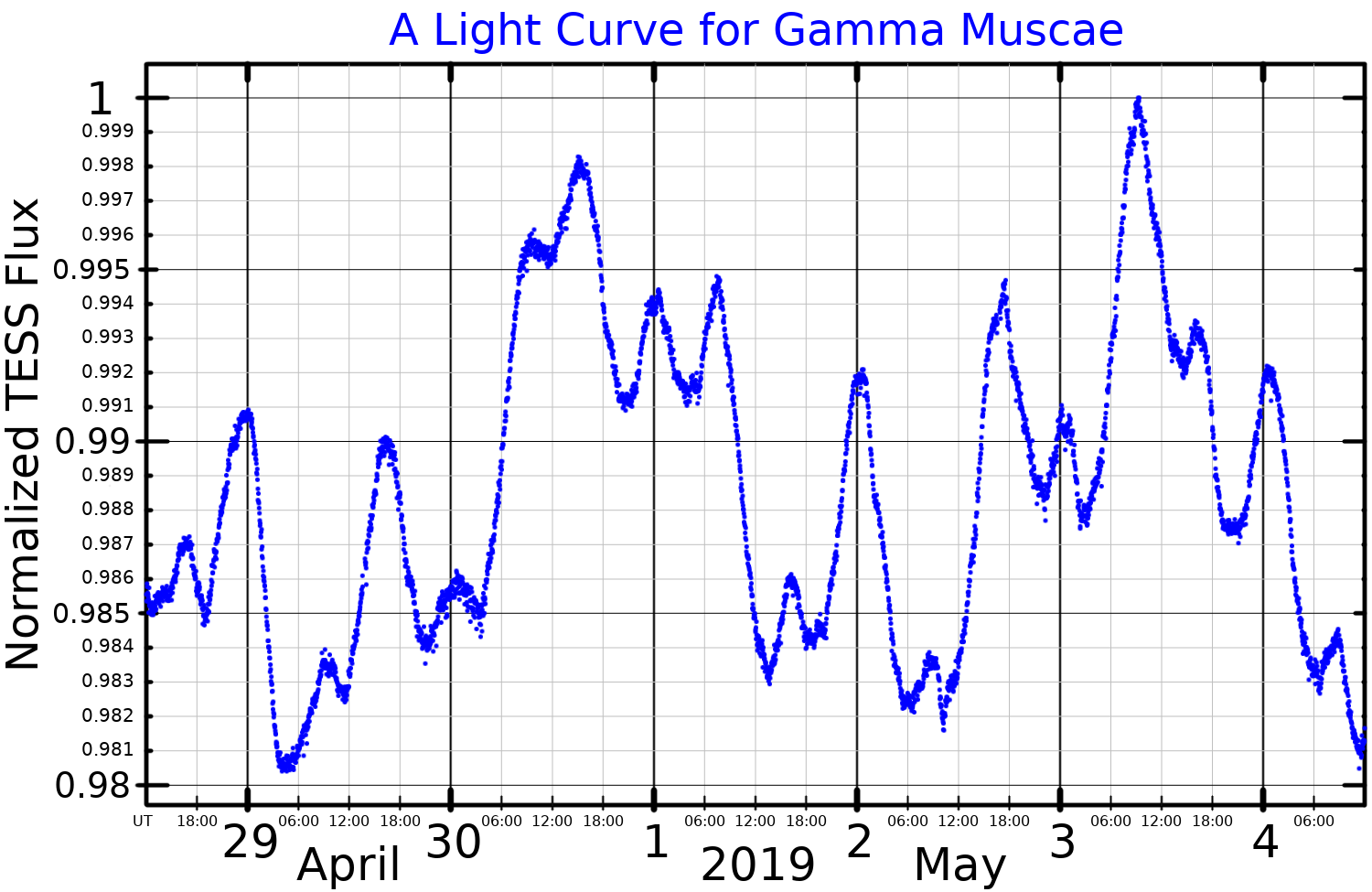
Lichtkromme van Gamma Muscae

Gamma Muscae is een ster in het sterrenbeeld Vlieg. De ster is niet te zien vanuit de Benelux.